# Gorteriinae
Gorteriinae Benth. & Hook.f., 1873 è una sottotribù di pianteangiosperme dicotiledoni della famiglia delle Asteraceae.

## Etimologia
Il nome della sottotribù deriva da un suo genere (Gorteria), il cui nome a sua volta è stato dedicato al botanico olandese, medico, professore presso l'Università di Harderwijk David de Gorter (1717-1783).
Il nome scientifico è stato proposto dai botanici inglesi George Bentham (22 settembre 1800 – 10 settembre 1884) e Joseph Dalton Hooker (30 giugno 1817 – 10 dicembre 1911) nella pubblicazione  "Genera Plantarum ad exemplaria imprimis in herbariis Kewensibus - 2(1): 167, 211. 1873" del 1873.

## Descrizione

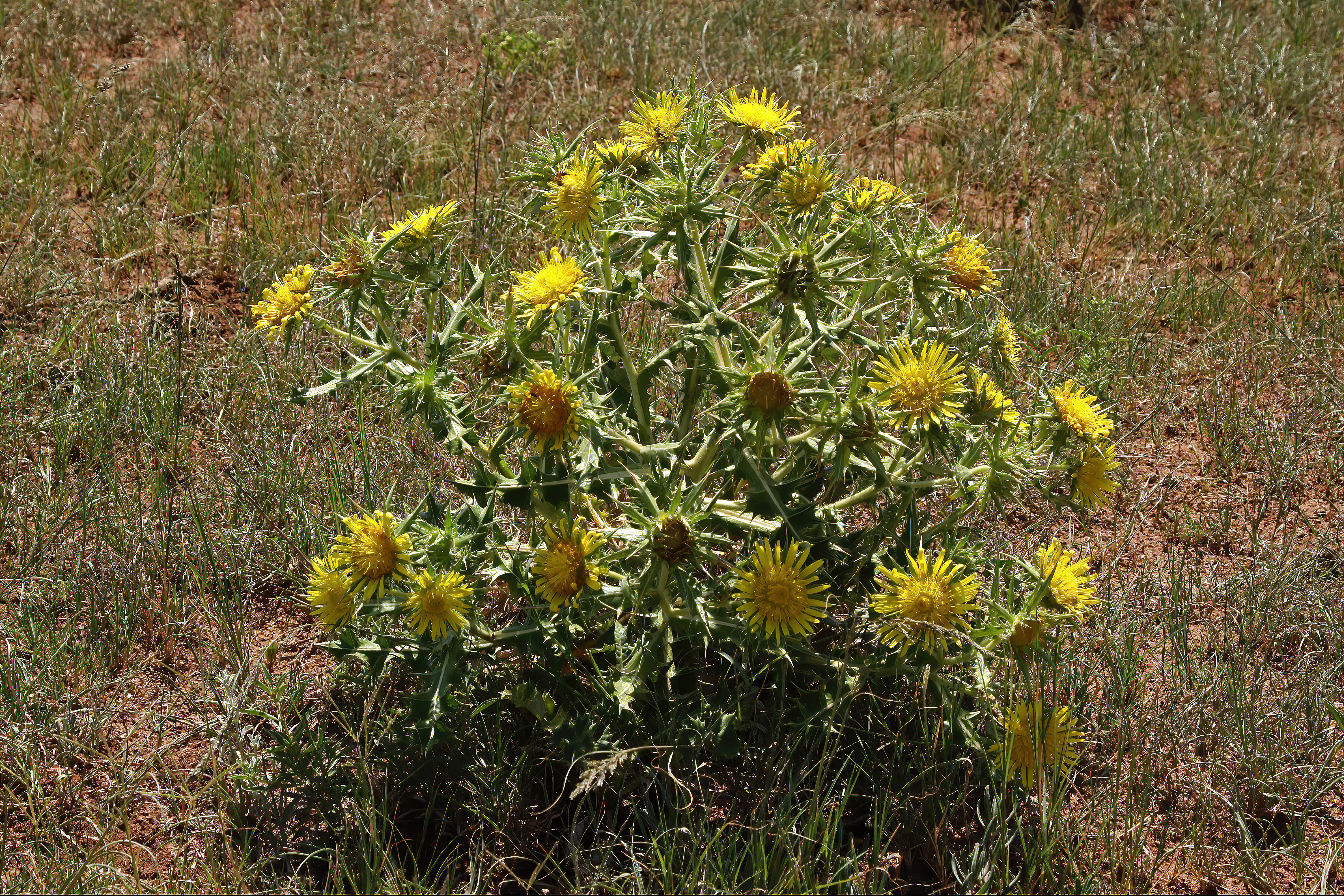
Il portamento
Berkheya onopordifolia

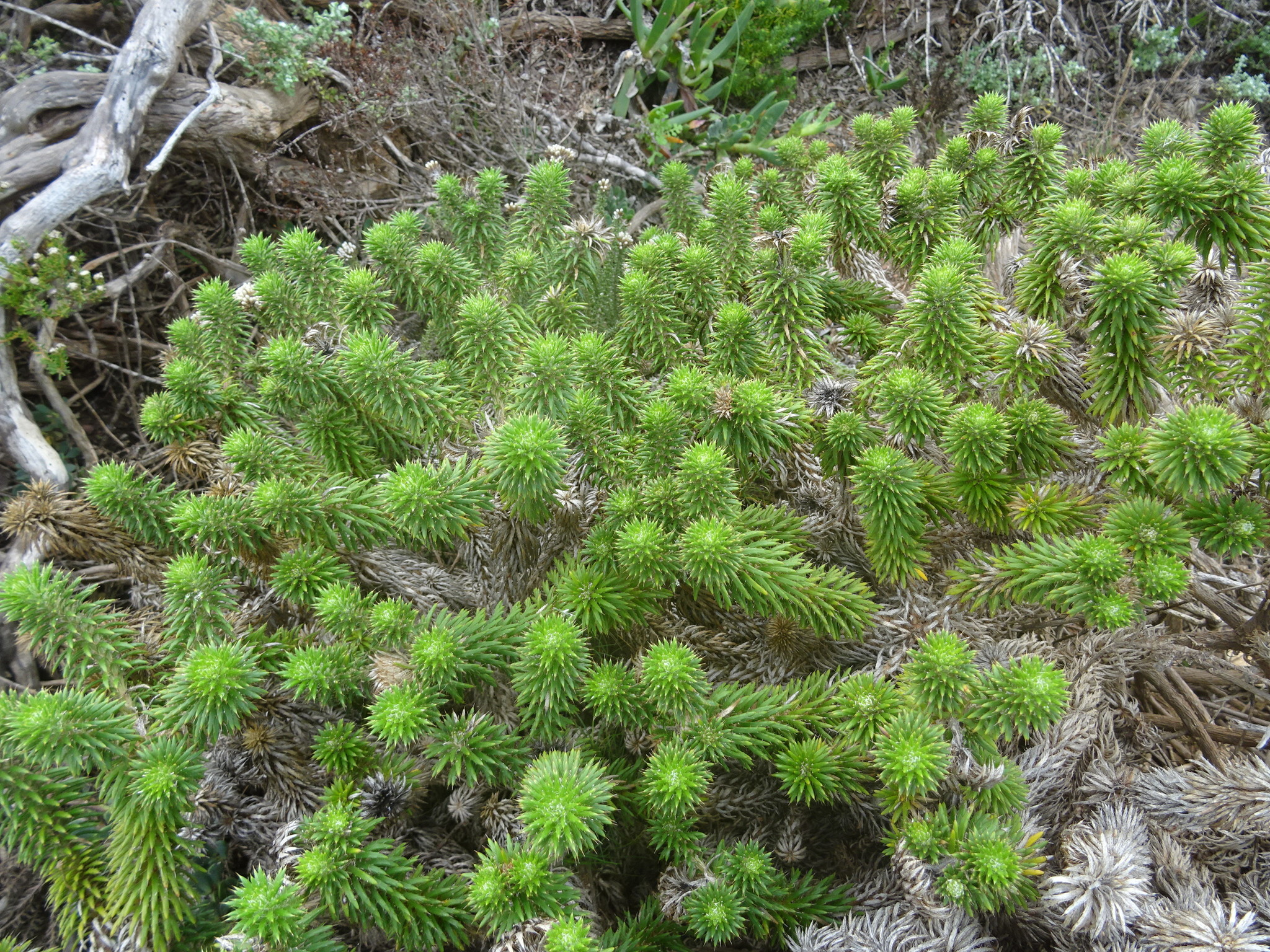
Le foglie
Cullumia squarrosa

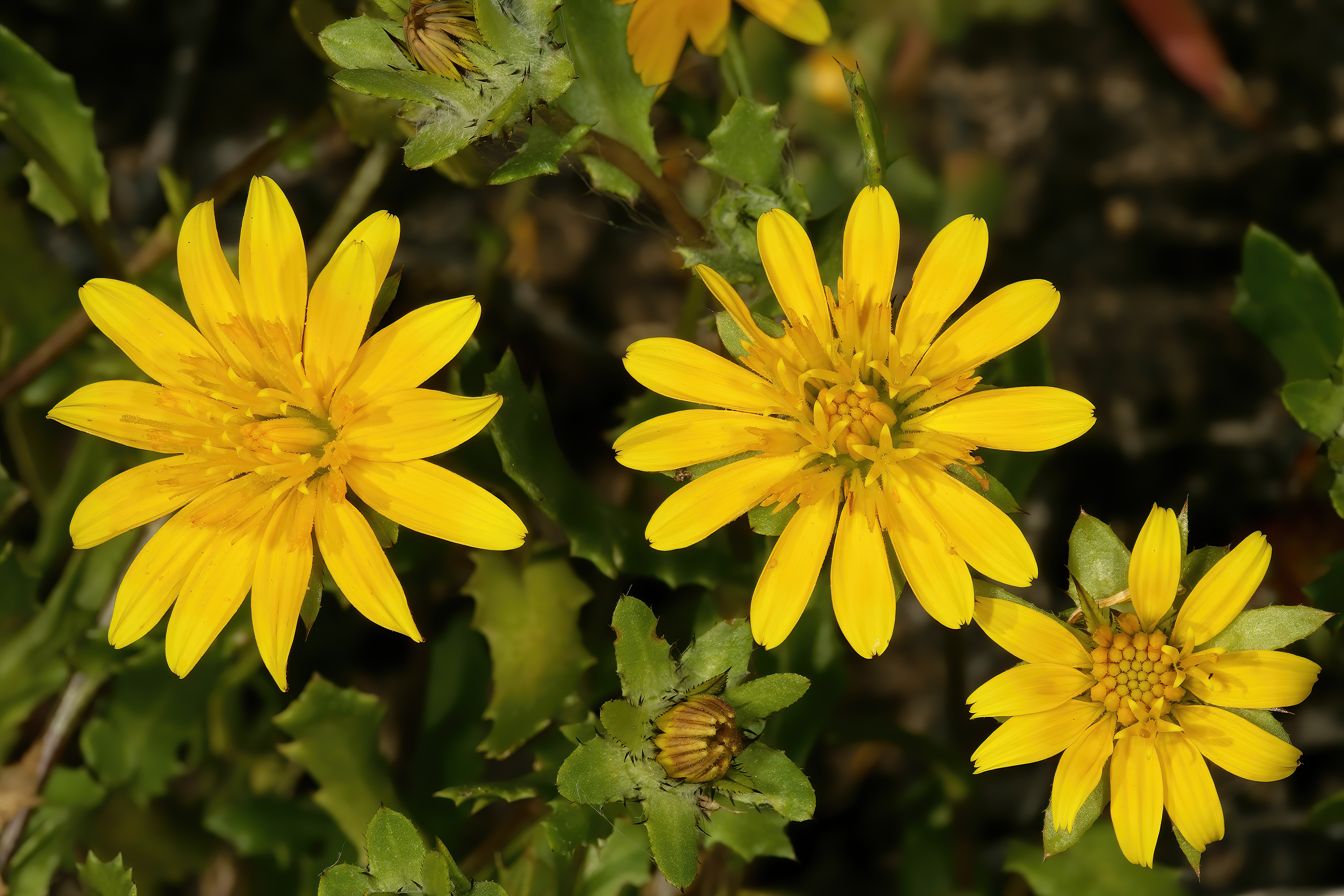
Infiorescenza
Cuspidia cernua

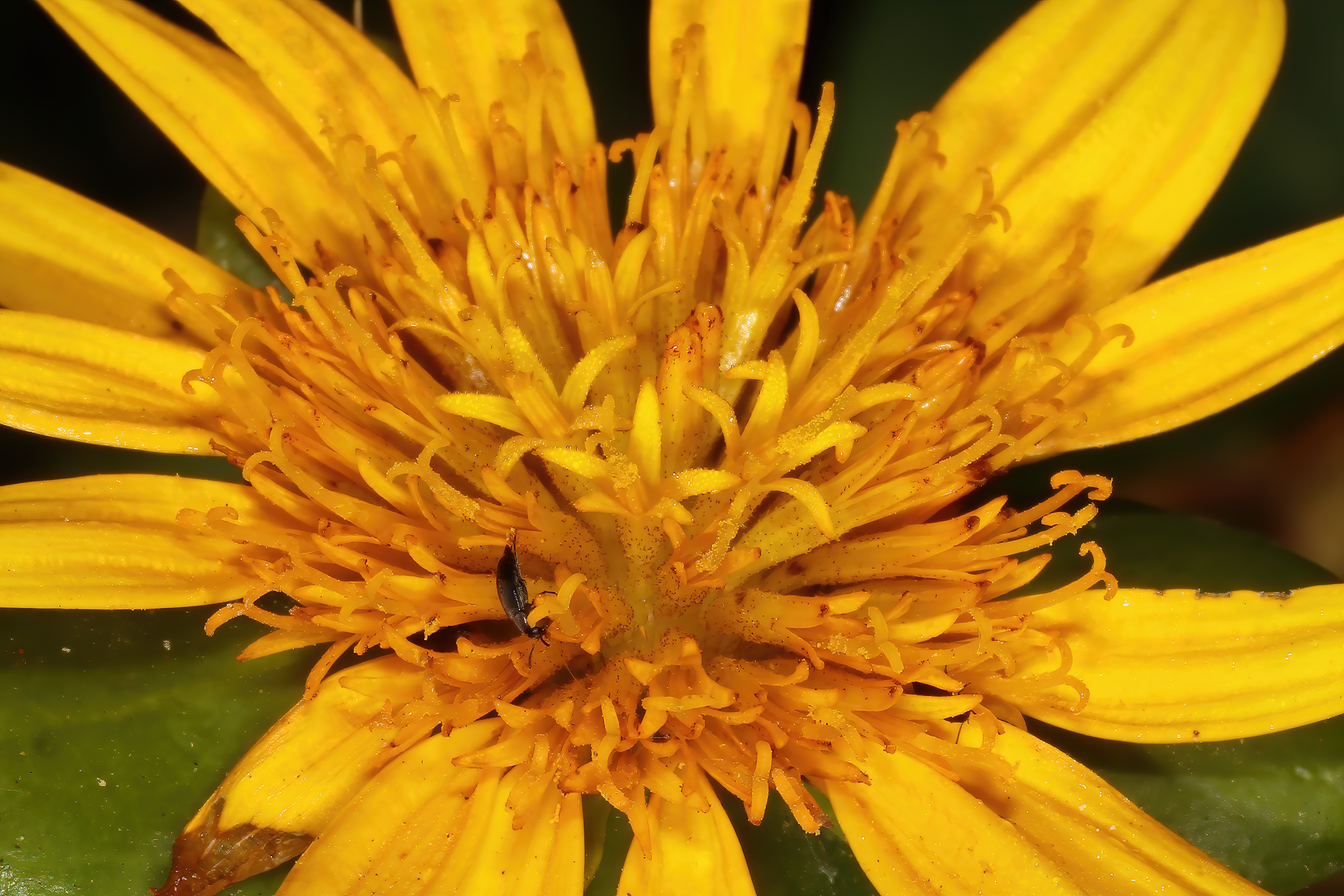
I fiori
Didelta carnosa

Le specie di questa sottotribù hanno un portamento erbaceo o arbustivo con organi interni contenenti quasi sempre latice. Raramente sono presenti piccoli alberi come in Didelta spinosa.
Le foglie lungo il caule sono disposte in modo alterno e sono ricoperte o di spine o di peli anche lanosi (spesso questi sono disposti in striature longitudinali). La lamina può essere intera oppure da lobata a pennaosetta.
Le infiorescenze sono composte da capolini peduncolati (con peduncoli lanosi, oppure provvisti di ghiandole lunghe o corte), scaposi o sessili.  I capolini di tipo radiato (raramente di tipo discoide), sono formati da un involucro  composto da brattee (o squame) disposte su più serie all'interno delle quali un ricettacolo fa da base ai fiori tubulosi (quelli centrali o del disco) e ligulati (quelli periferici e radianti). L'involucro può avere varie forme: campanulato, cilindrico, urceolato o obconico. Le brattee sono connate in diversi modi, in genere alla base (in Didelta sono libere), con forme spesso acute, con spine o mucroni apicali, la superficie può essere glabra o variamente pelosa. Il ricettacolo è profondamente alveolato; in alcuni casi incomincia a lignificarsi all'antesi.
I fiori sono tetra-ciclici (ossia sono presenti 4 verticilli: calice – corolla – androceo – gineceo) e pentameri (ogni verticillo ha in genere 5 elementi). I fiori sono inoltre ermafroditi (quelli del disco) e sterili o neutri (quelli periferici).
- Formula fiorale:

*/x K {\displaystyle \infty }, [C (5), A (5)], G 2 (infero), achenio
- Calice: i sepali del calice sono ridotti ad una coroncina di squame.

- Corolla: le corolle dei fiori del raggio hanno delle ligule raggianti che terminano con 4 denti o lobi; i lobi in genere sono sclerificati sui margini o lungo le venature. Anche i lobi dei fiori del disco centrale sono ispessiti.

- Androceo: gli stami sono 5 con filamenti liberi e distinti, mentre le antere sono saldate in un manicotto (o tubo) circondante lo stilo. L'appendice apicale delle antere è da corta a lunga, normalmente acuta e ben fissata;  le teche sono speronate con o senza coda. L'endotecio normalmente è privo di pareti laterali ispessite, possono essere presenti alcune cellule polarizzate. Il polline può avere varie forme ma generalmente è sferico.

- Gineceo: lo stilo è filiforme, mentre gli stigmi dello stilo sono due divergenti. L'ovario è infero uniloculare formato da 2 carpelli. Gli stili sono claviformi e alla base della biforcazione stigmatica è presente un anello peloso; nella parte superiore possono essere leggermente ispessiti.

Il frutto è un achenio con pappo. Gli acheni sono costoluti e dorsoventralmente asimmetrici; il pericarpo si presenta con una subepidermide sclerificata su 1 - 2 strati di cellule rotondeggianti. Il pappo è costituito da una o due serie di squame da piccole a grandi (raramente è assente).

## Biologia
- Impollinazione: l'impollinazione avviene tramite insetti (impollinazione entomogama tramite farfalle diurne e notturne).
- Riproduzione: la fecondazione avviene fondamentalmente tramite l'impollinazione dei fiori (vedi sopra).
- Dispersione: i semi (gli acheni) cadendo a terra sono successivamente dispersi soprattutto da insetti tipo formiche (disseminazione mirmecoria). In questo tipo di piante avviene anche un altro tipo di dispersione: zoocoria. Infatti le brattee dell'involucro possono agganciarsi ai peli degli animali di passaggio disperdendo così anche su lunghe distanze i semi della pianta.

## Distribuzione e habitat
La distribuzione prevalente di questo gruppo è nel Sudafrica.

## Tassonomia
La famiglia di appartenenza di questa voce (Asteraceae o Compositae, nomen conservandum) probabilmente originaria del Sud America, è la più numerosa del mondo vegetale, comprende oltre 23.000 specie distribuite su 1.535 generi, oppure 22.750 specie e 1.530 generi secondo altre fonti (una delle checklist più aggiornata elenca fino a 1.679 generi). La famiglia attualmente (2021) è divisa in 16 sottofamiglie.

### Filogenesi

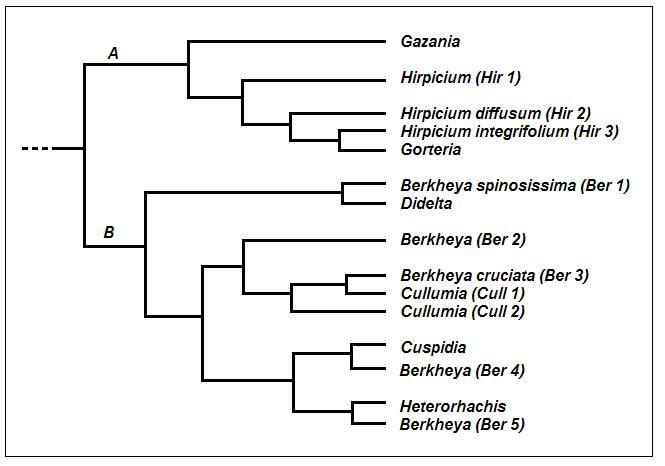
Cladogramma della sottotribù delle Gorteriinae

Le piante di questa voce appartengono alla tribù Arctotideae della sottofamiglia Vernonioideae. Questa assegnazione è stata fatta solo ultimamente in base ad analisi di tipo filogenetico sul DNA delle piante. Precedenti classificazioni descrivevano queste piante nella sottofamiglia Cichorioideae.
Il gruppo Gorteriinae è sicuramente monofiletico i cui caratteri principali sono:
- le brattee dell'involucro sono spesso connate;
- il ricettacolo è profondamente alveolato;
- i fiori del raggio sono provvisti di 4 lobi;
- i margini dei lobi dei fiori del disco sono sclerificati.

Un plesiomorfismo importante è la profondità di divisione dei lobi della corolla dei fiori del disco (una comparazione del rapporto lunghezza/ampiezza dei lobi della corolla dei fiori del disco rivela che la profondità dei lobi nelle Gorteriinae è maggiore rispetto al vicino gruppo Arctotidinae).

Le ultime analisi e ricerche di tipo filogenetico usando le sequenze del DNA nucleare dei cloroplasti non hanno ancora permesso di definire in modo univoco la struttura tassonomica interna della sottotribù. In particolare (vedere il cladogramma semplificato e tratto da uno i questi studi) sono stati individuati due cladi principali: “Clade A” con i generi Gazania, Hirpicium e Gorteria (i peli delle foglie sono disposti in striature longitudinali e le appendici apicali delle antere sono frangiate) e il “Clade B” con i generi Bekheya, Didelta, Cullumia, Cuspidia e Heterorhachis (le foglie sono provviste di spine e i peli dello stilo sono mammillati). In entrambi i cladi sono presenti dei generi parafiletici (Hirpicium, Bekheya e Cullumia).
Un recente studio per risolvere la parafilia di Hirpicium propone la seguente soluzione: per i due cladi indipendenti di Hirpicium due nuovi generi: Berkheyopsis O. Hoffm. e Roessleria Stångb. & Anderb.. Il nome Hirpicium (ora un sottogenere)  rimane così circoscritto per il gruppo di specie nidificate all'interno del genere Gorteria. Il "Clade A" viene così modificato:
|  | Gazania |
|  | |
|  | \| \| Berkheyopsis (con Hirpicium echinus e altre specie) \| \| \| \| \| \| Roessleria (con Hirpicium linearifolium e altre specie) \| \| \| \| |
|  | |
|  | Gorteria (con Hirpicium diffusum e altre specie)                                                                                                |
|  | |
|  | Berkheyopsis (con Hirpicium echinus e altre specie)                                                                                             |
|  | |
|  | Roessleria (con Hirpicium linearifolium e altre specie)                                                                                         |
|  | |

|  | Berkheyopsis (con Hirpicium echinus e altre specie)     |
|  |                                                         |
|  | Roessleria (con Hirpicium linearifolium e altre specie) |
|  |                                                         |

### Composizione della sottotribù
In questo gruppo sono compresi 8 generi e 138 specie:
| Genere                                | N. specie                                    | Distribuzione                   |
| ------------------------------------- | -------------------------------------------- | ------------------------------- |
| Berkheya Ehrh., 1788                  | 79                                           | Sudafrica e Africa tropicale    |
| Cullumia R.Br, 1813                   | 16                                           | Sudafrica                       |
| Cuspidia Gaertn., 1791                | Una specie: Cuspidia cernua (L.f.) B.L.Burtt | Sudafrica                       |
| Didelta L'Hér., 1785                  | 2                                            | Sudafrica e Namibia             |
| Gazania Gaertn., 1791                 | 19                                           | Sudafrica e Namibia             |
| Gorteria L., 1759                     | 7                                            | Sudafrica e Namibia             |
| Heterorhachis Sch.Bip. Ex Walp., 1847 | 2                                            | Sudafrica                       |
| Hirpicium Cass., 1820                 | 12                                           | Africa (del nord est) e Etiopia |

### Chiave analitica
Per meglio comprendere ed individuare i vari generi l'elenco seguente utilizza in parte il sistema delle chiavi analitiche (vengono cioè indicate solamente quelle caratteristiche utili a distingue un genere dall'altro).
- 1A: le cavità della parte più esterna del ricettacolo possiedono delle pareti ispessite che incominciano a lignificarsi, quelle più interne sono membranose;

Didelta: le piante sono prive di spine e le foglie hanno la lamina intera; le brattee esterne dell'involucro (3 - 5) sono larghe, da ampiamente ovate a ovate, con bordi interi; il ricettacolo a maturità si divide in parti ognuna delle quali è aderente ad una brattea esterna.
Heterorhachis: le piante sono provviste di spine e da foglie a lamina di tipo pennatosetta; le brattee esterne dell'involucro hanno una forma da lanceolata a strettamente triangolare; il ricettacolo a maturità rimane compatto.
- 1B: il ricettacolo è uniforme o incomincia a lignificarsi tutto oppure no;

- 2A: le foglie e/o le brattee dell'involucro sono provviste di spine; le brattee dell'involucro sono connate alla base; le appendici apicali delle antere hanno i margini interi;

- 3A: l'habitus delle piante è erbaceo con ciclo biologico annuale;

Cuspidia.
- 3B: l'habitus delle piante è erbaceo con ciclo biologico perenne, oppure subarbustivo o arbustivo;

Cullumia: il pappo è assente o raramente presente ma in questo caso è poco evidente.
Berkheya: il pappo è presente.
- 2B: le foglie e/o le brattee dell'involucro sono prive di spine, talvolta sono ispide o mucronate; le brattee dell'involucro sono connate in una coppa lignificata; le appendici apicali delle antere hanno i margini più o meno frangiati;

- 4A: i semi germogliano dentro i vecchi capolini; gli acheni non hanno cellule gonfie; il pappo è formato da scaglie minute nascoste tra peli doppi;

Gorteria.
- 4B: i semi non germogliano dentro i capolini; gli acheni sono provvisti di venature longitudinali formate da cellule gonfie; il pappo è presente e si vede;

Hirpicium: il latice non è presente; il pappo è composto da due righe di differenti scaglie (quelle esterne più lunghe di quelle interne e sovrapposte) oppure da una sola riga.
Gazania: il latice è presente;  il pappo è composto da due righe di subuguali scaglie (la riga esterna non è sovrapposta).

### Flora spontanea italiana
Sul territorio italiano, per questa sottotribù, è presente la seguente entità::* Gazania rigens (L.) Gaertn. - Gazania strisciante: l'altezza massima della pianta è di 2 - 4 dm; il ciclo biologico è annuo; la forma biologica è emicriptofita scaposa (H scap); il tipo corologico è Sud Africano; l'habitat tipico sono gli incolti aridi in ambienti costieri; in Italia è una specie comune e si trova al Sud fino ad una quota di 300 m s.l.m..

## Alcune specie

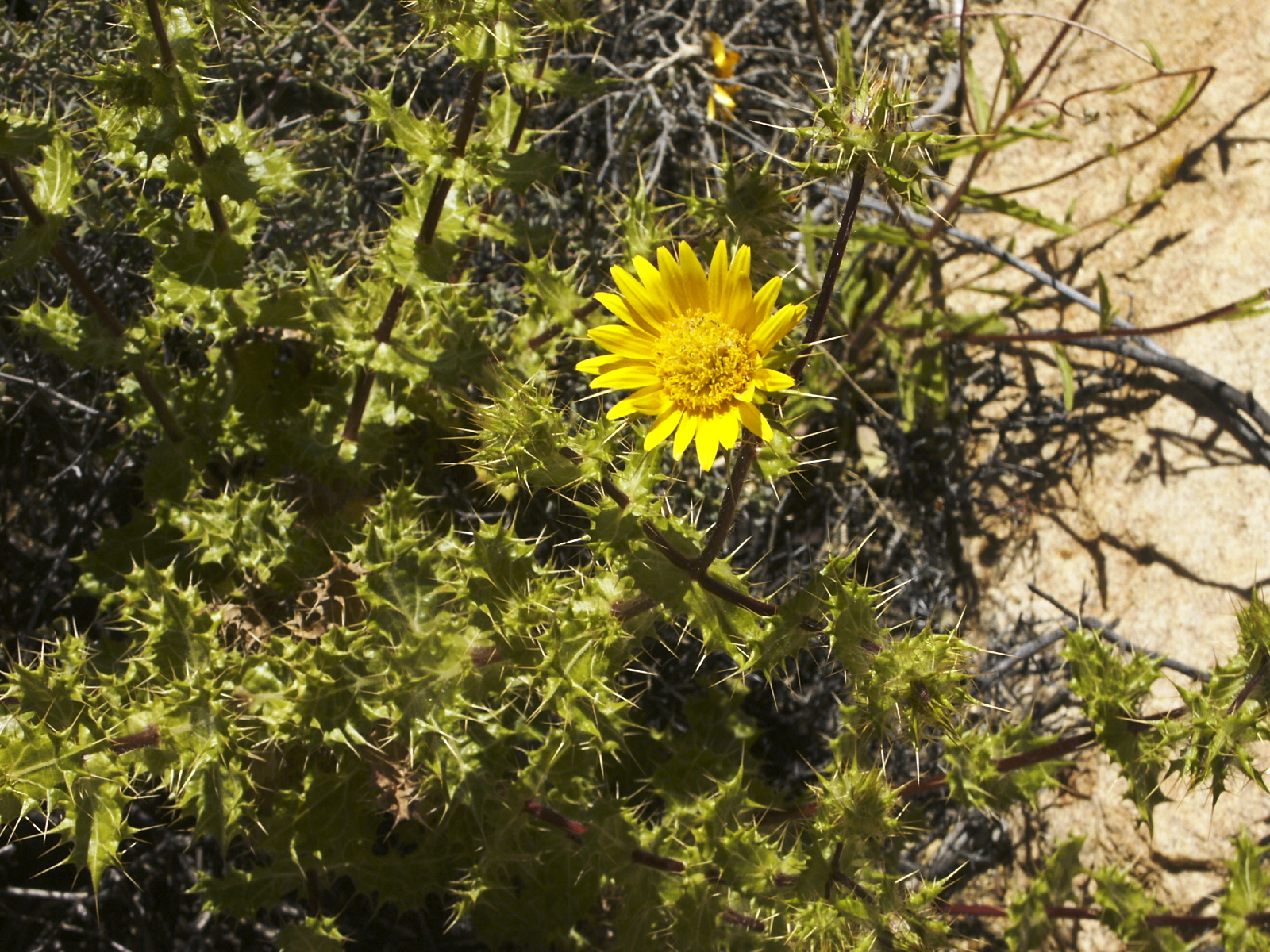
Berkheya spinosissima
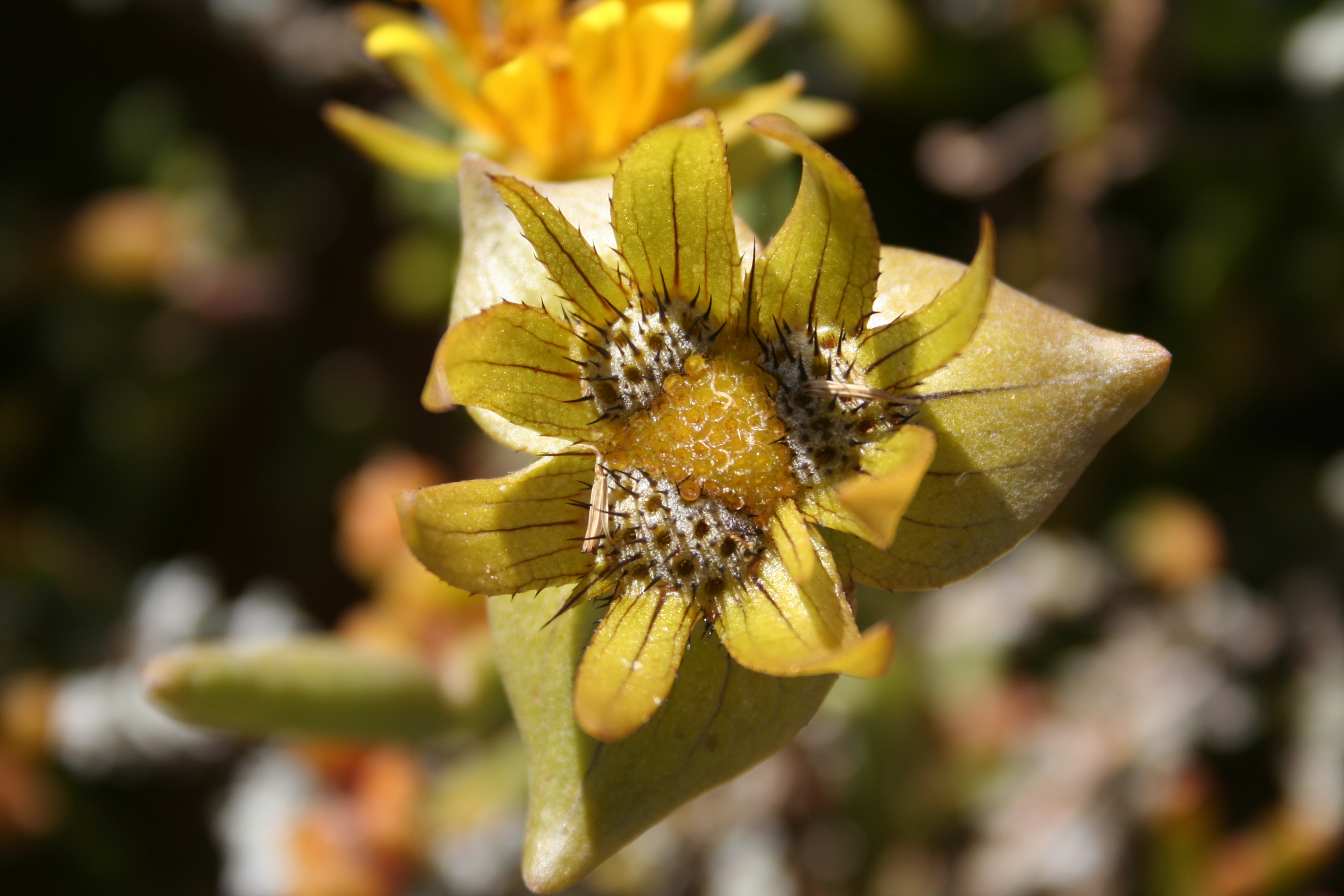
Didelta carnosa
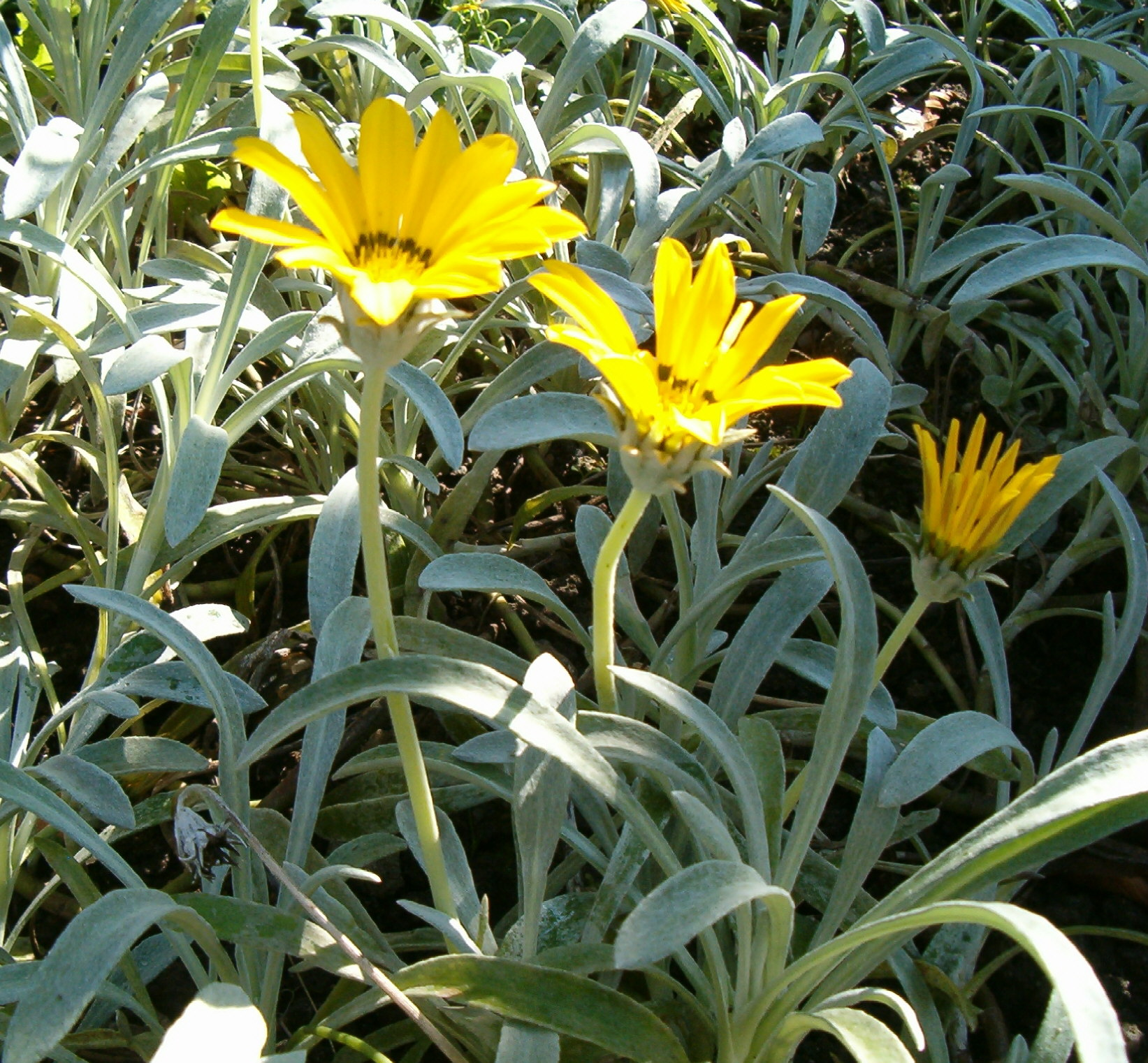
Gazania nivea
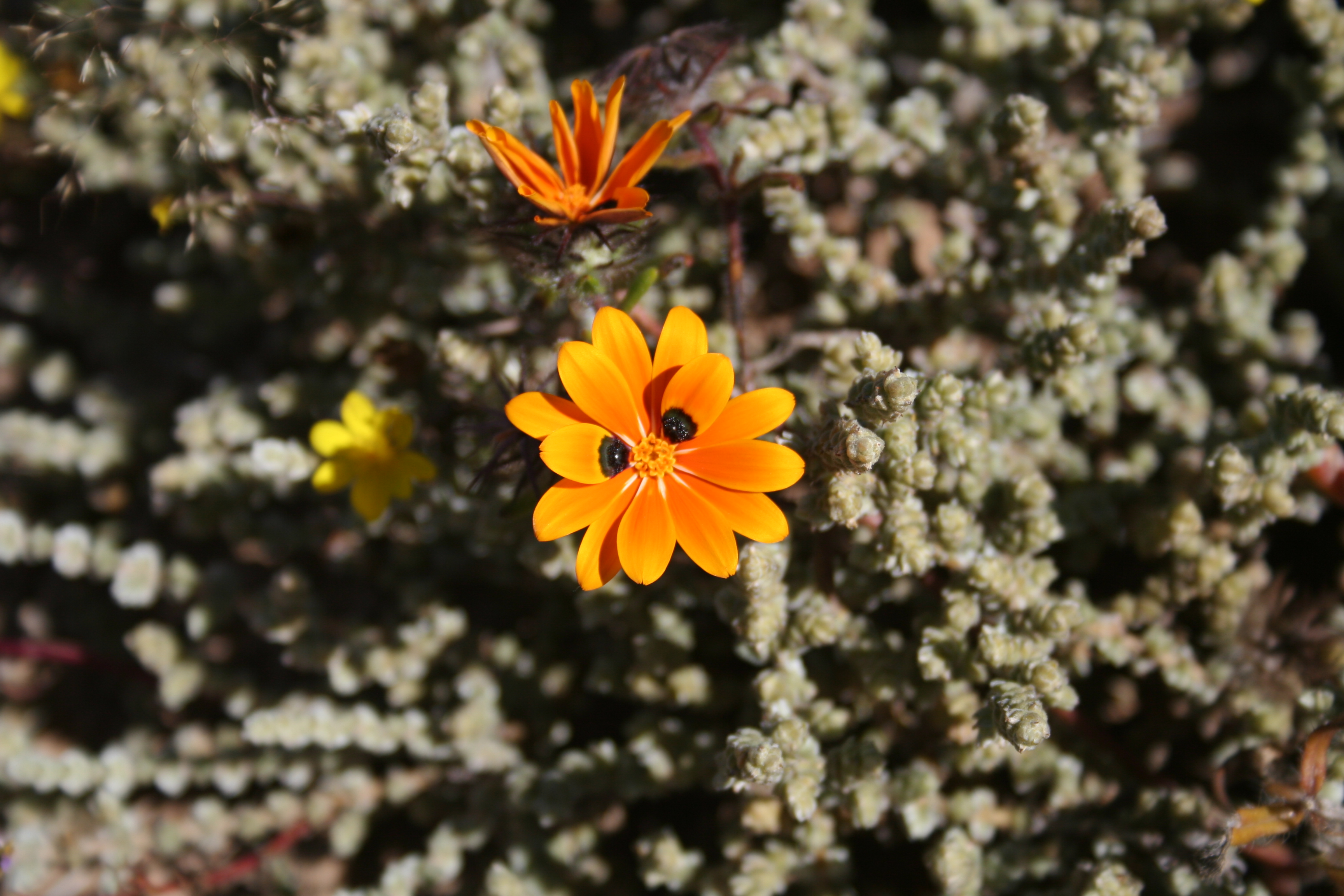
Gorteria diffusa
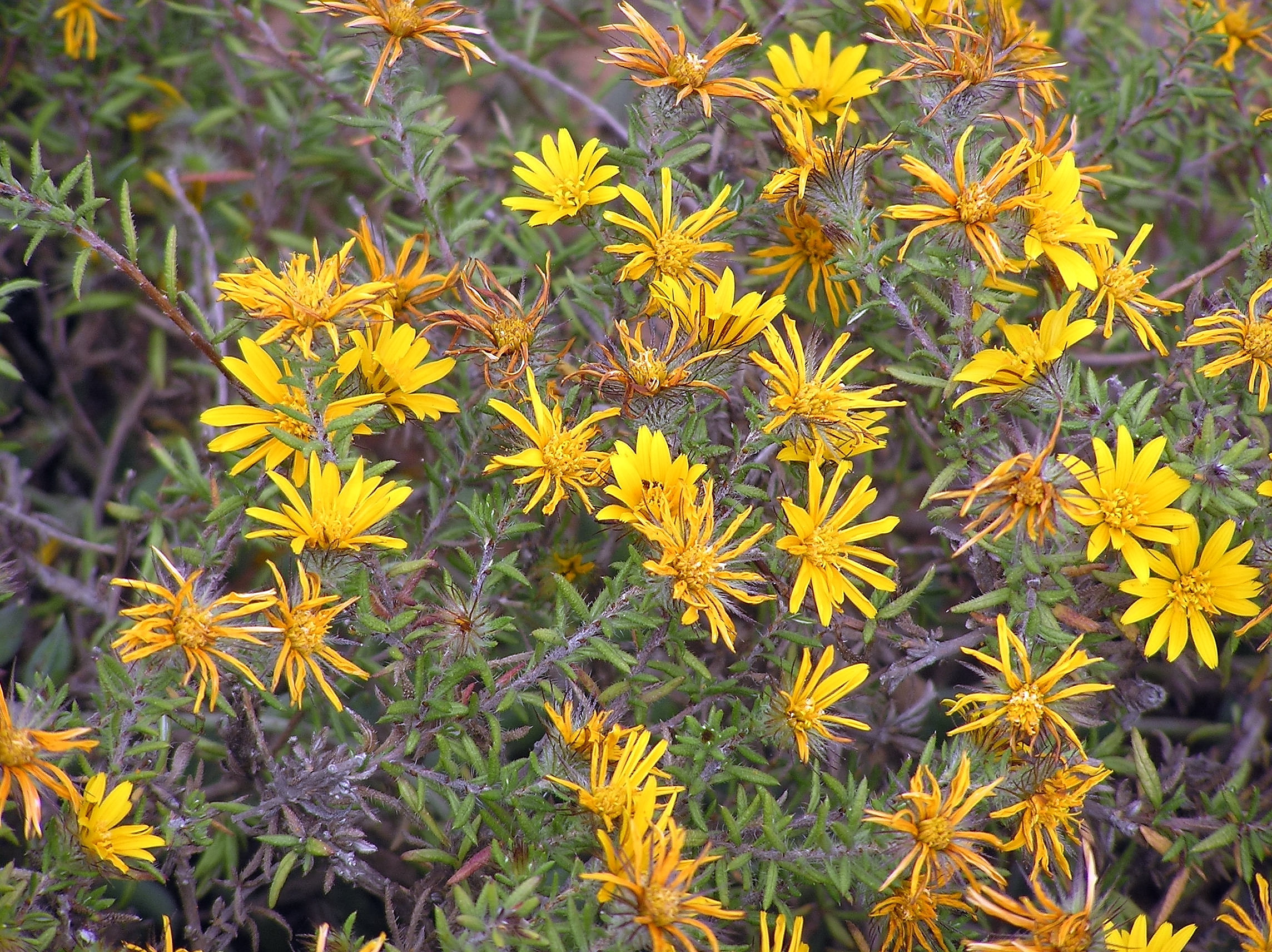
Hirpicium alienatum